# Raabs an der Thaya
Raabs an der Thaya is een gemeente in de Oostenrijkse deelstaat Neder-Oostenrijk, gelegen in het district Waidhofen an der Thaya (WT). De gemeente heeft ongeveer 3100 inwoners. Raabs is gelegen aan de samenvloeiing van twee armen van de Thaya, de Moravische Thaya en de Oostenrijkse Thaya.
Deelgemeenten zijn Alberndorf, Eibenstein, Grossau, Koggendorf, Kollmitzdörfl, Liebnitz, Lindau, Luden, Modsiedl, Mostbach, Neuriegers, Niklasberg, Nonndorf, Oberndorf bei Raabs, Oberndorf bei Weikertschlag, Oberpfaffendorf, Pommersdorf, Primmersdorf, Raabs an der Thaya, Rabesreith, Reith, Rossa, Schaditz, Speisendorf, Süßenbach, Trabersdorf, Unterpertholz, Unterpfaffendorf, Weikertschlag an der Thaya, Wetzles, Wilhelmshof, Zabernreith, Zemmendorf en Ziernreith.

## Geografie
Raabs an der Thaya heeft een oppervlakte van 134,65 km². Het ligt in het noordoosten van het land, ten noordwesten van de hoofdstad Wenen.

## Afbeeldingen

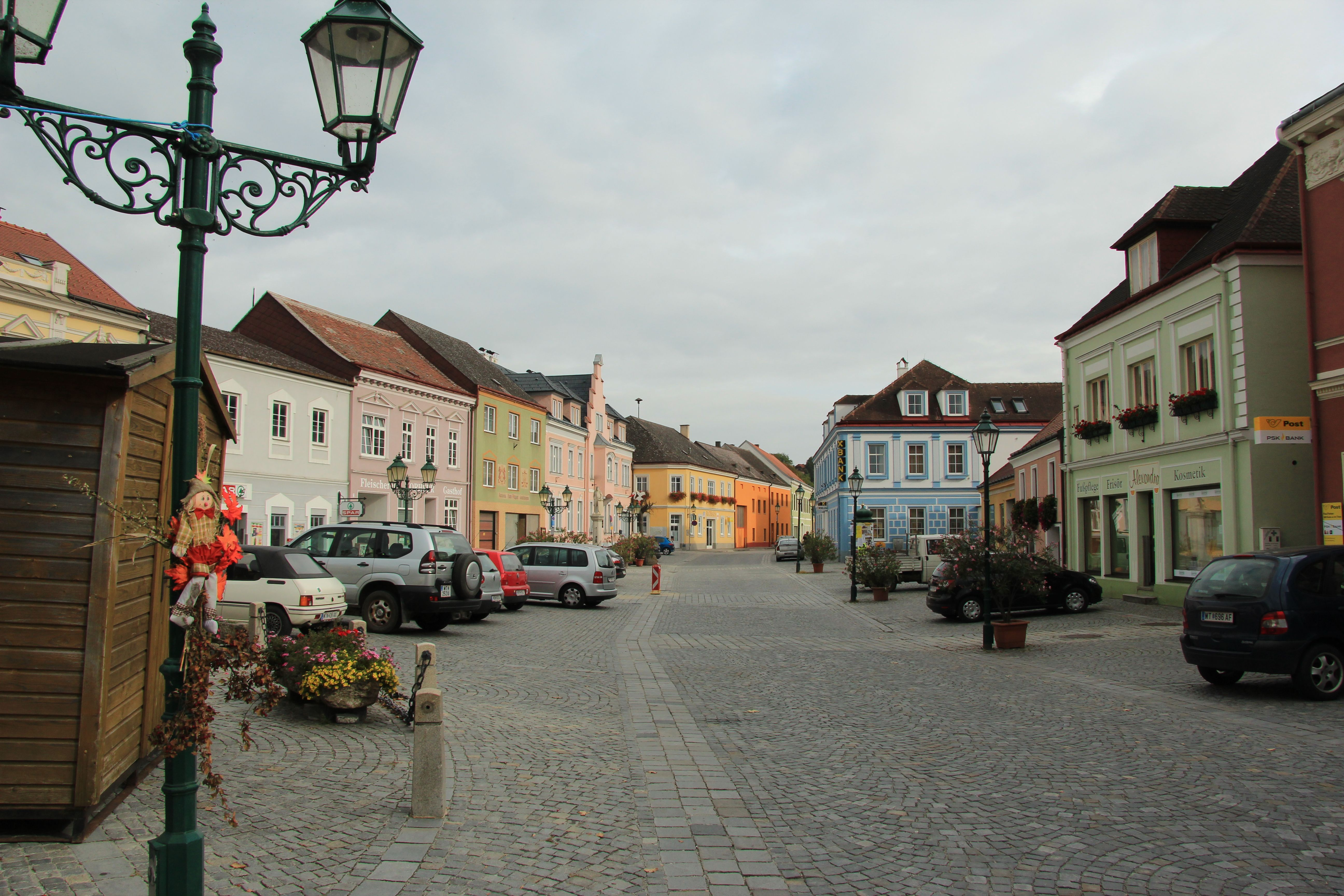
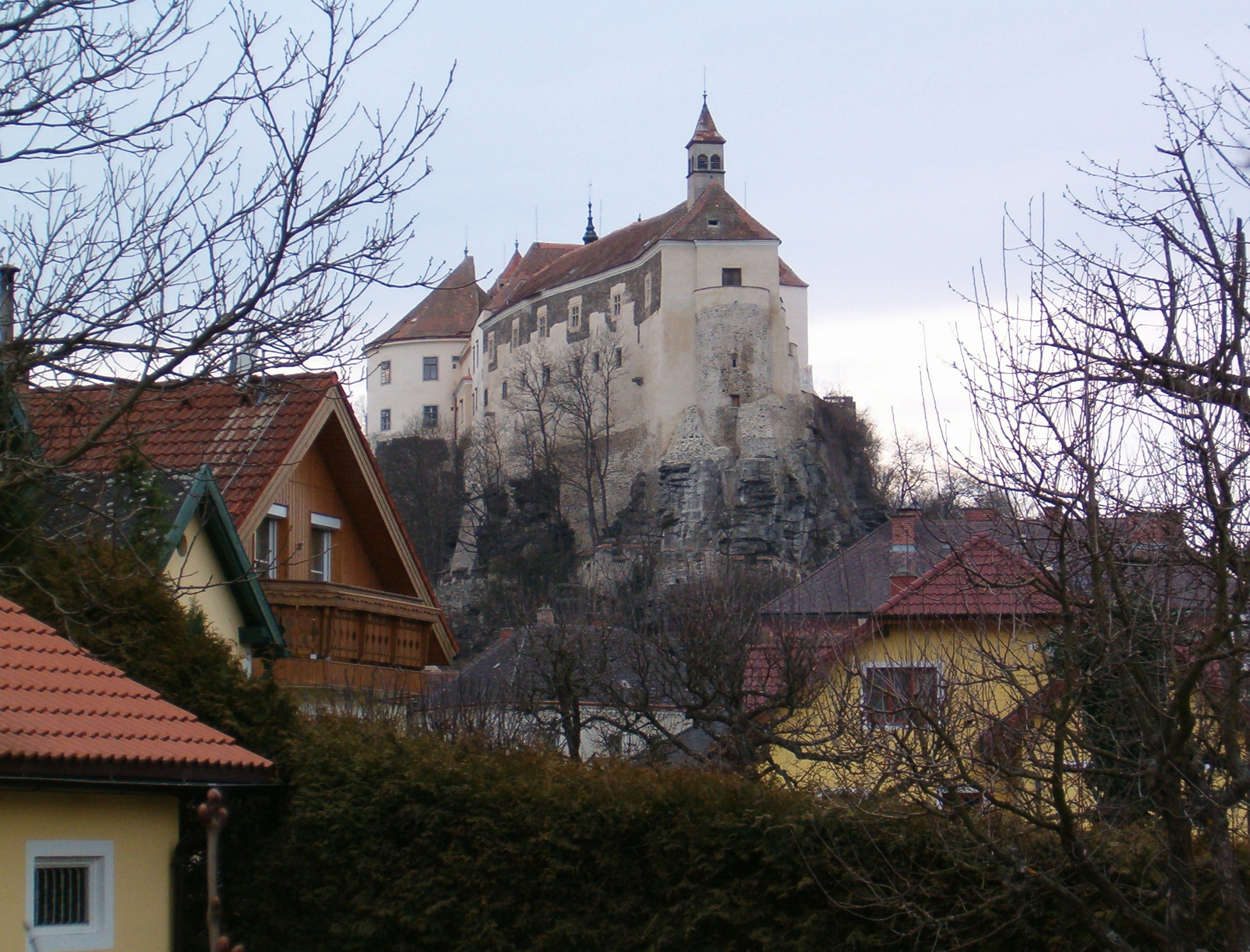
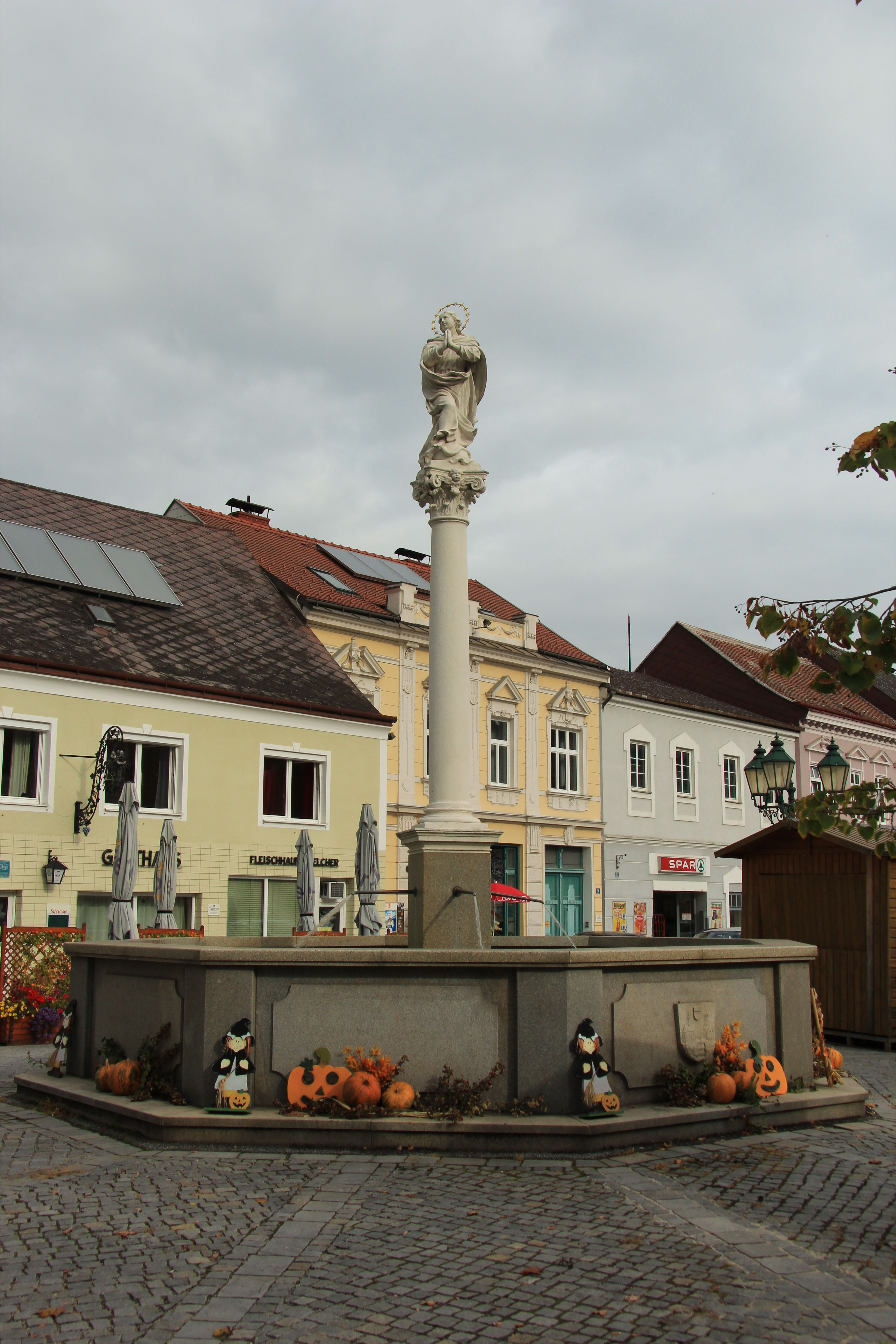
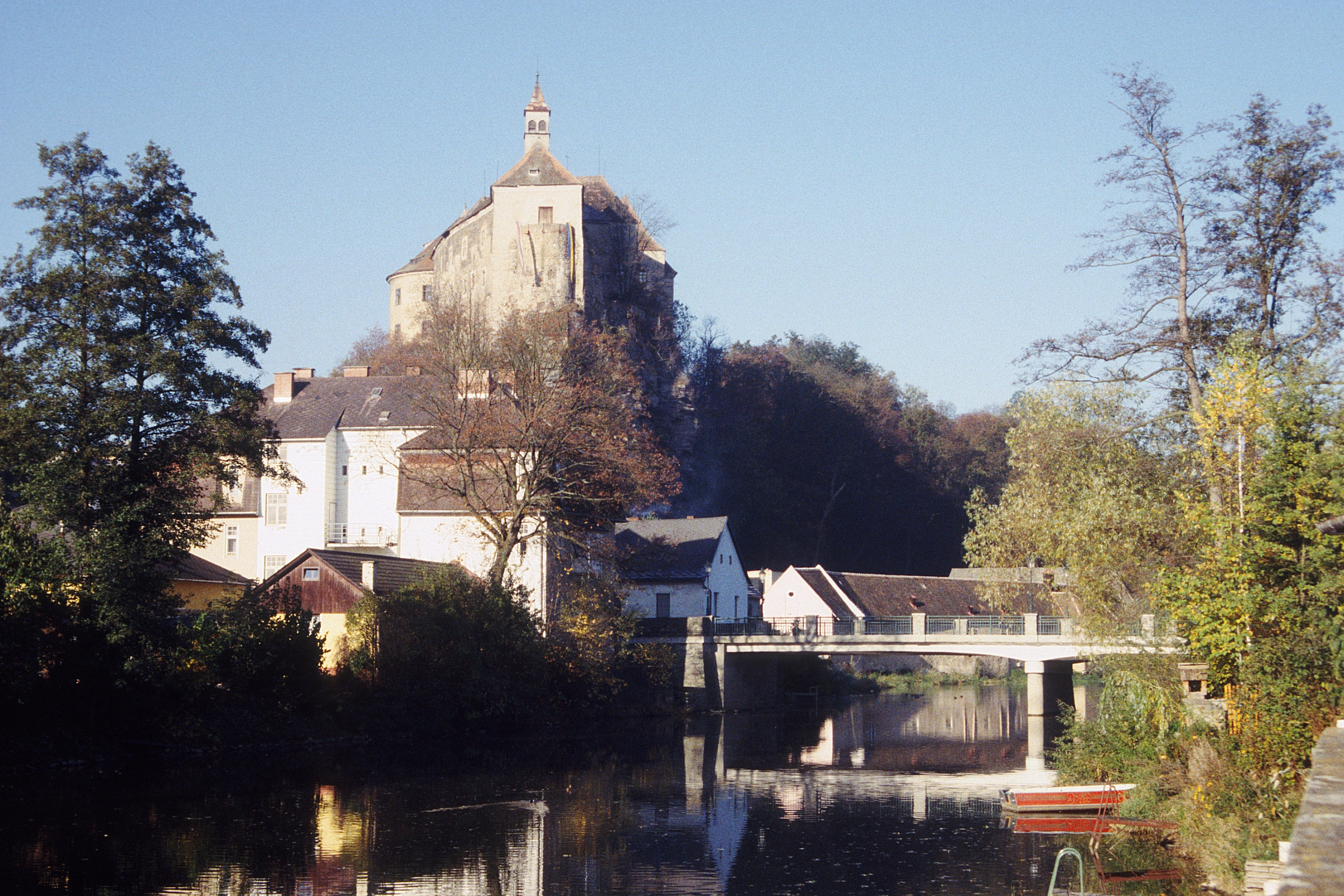
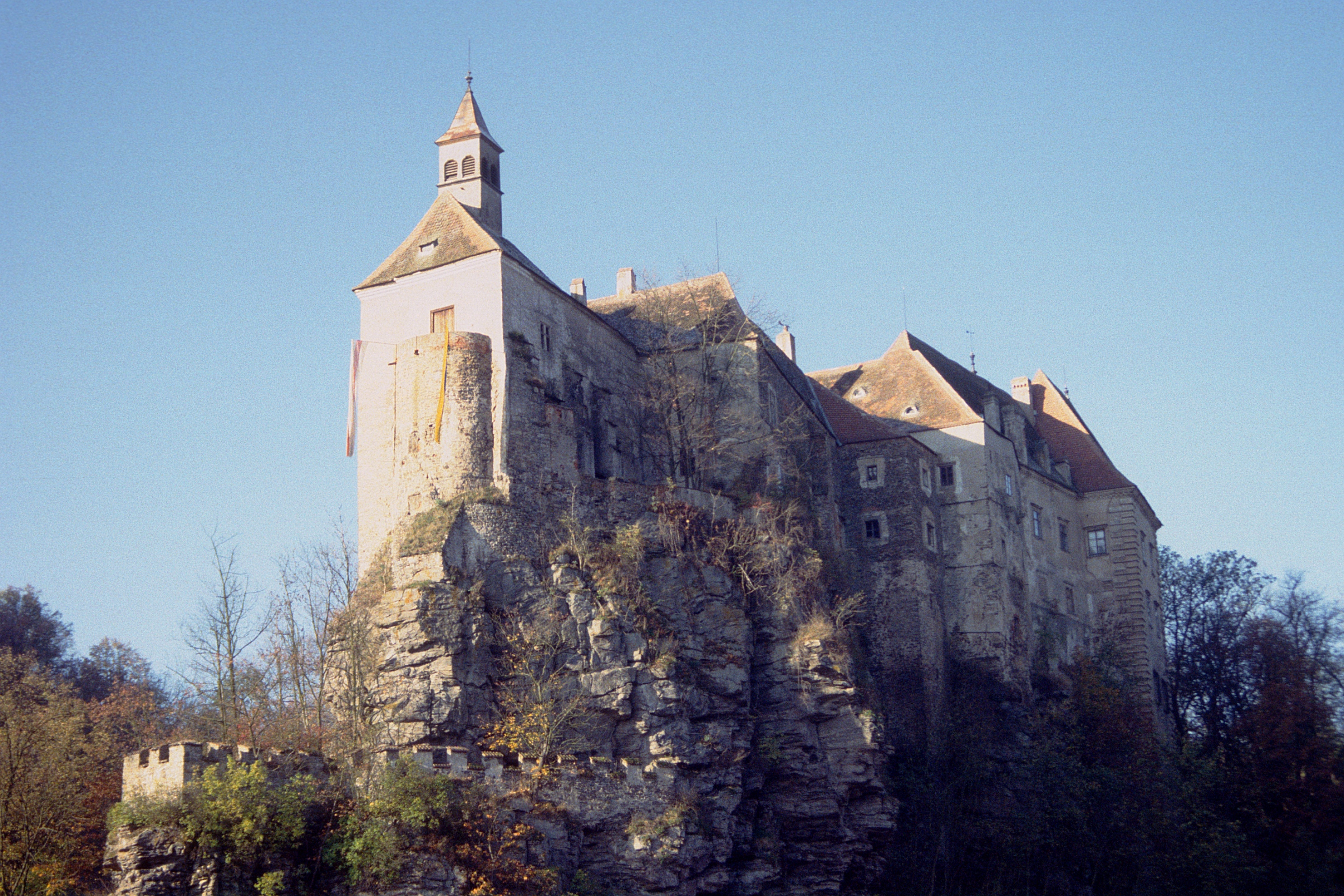
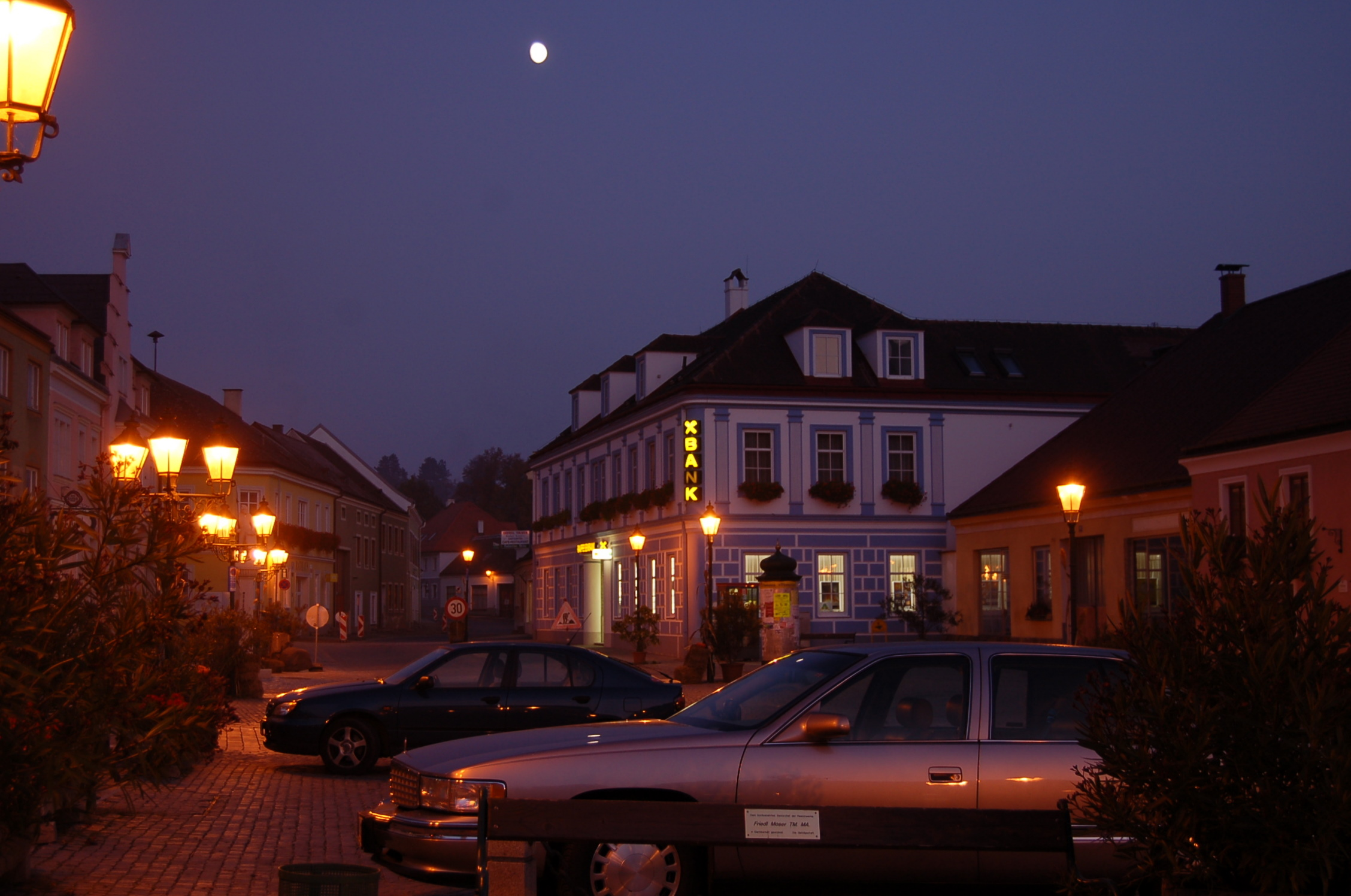

Dietmanns · Dobersberg · Gastern · Groß-Siegharts · Karlstein an der Thaya · Kautzen · Ludweis-Aigen · Pfaffenschlag bei Waidhofen · Raabs an der Thaya · Thaya · Vitis · Waidhofen an der Thaya · Waidhofen an der Thaya-Land · Waldkirchen an der Thaya · Windigsteig
- Gemeinsame Normdatei: 4278653-8
- Library of Congress Control Number: no2011051383
- Nationale Bibliotheek van Tsjechië: ge1090673
- Virtual International Authority File: 170354170
- WorldCat: E39PBJqBwj3mgrGmqDxfxvwwG3